# تيليفيريك مدينة الجزائر
تيليفيريك مدينة الجزائر (بالفرنسية: Téléphériques d'Alger)‏ تتم إدارة التلفريك في الجزائر العاصمة من قبل شركة النقل الجزائرية بواسطة الكابلات (ETAC) منذ عام 2015 .

## الخطوط

### متاحة
- تيليفيريك المدنية :  يربط بين منطقة الحامة (بلدية بلوزداد) و حي ديار المحصول (بلدية المدنية) .

## التسعير
سعر الرحلة الواحدة هو 30 دينار جزائري .

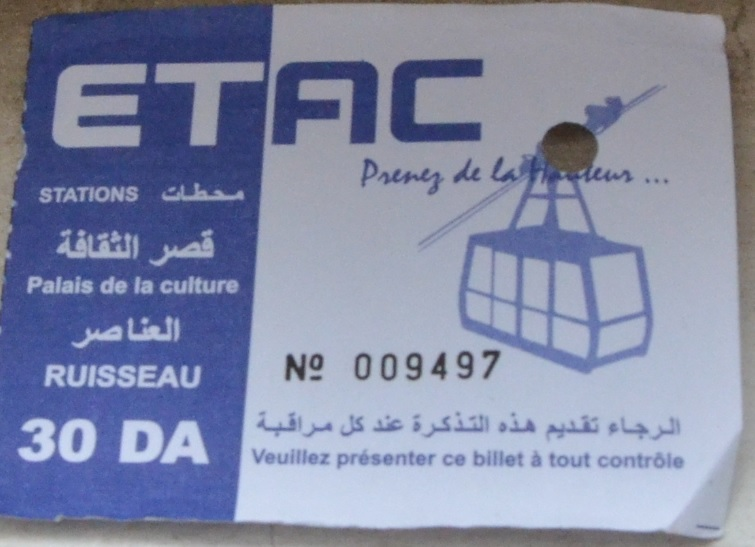
تذكرة